# 잉태 (영화)
《잉태》(Begotten)는 1990년에 제작된 실험주의 공포영화이다. 감독 및 제작은 에드워드 엘리아스 메리지가 맡았다.

## 줄거리
예복을 입고 피를 철철 흘리는 ‘신’(神)이 할복을 하는 장면으로 영화가 시작한다. 스스로의 배를 째고 내장을 끄집어내 신은 죽음에 이른다. 그 시체 속에서 모습을 드러낸 ‘어머니 지구’는 신의 시체를 뒤져서 얻은 정액으로 스스로 임신한다. 임신한 그녀는 광활하고 척박한 어딘가를 방황한다. 그녀는 다 자란 기형적인 남자를 낳는다. ‘지구의 아들’은 한 무리의 무표정한 유목민들을 만난다. 유목민들은 길다란 탯줄 또는 밧줄로 지구의 아들을 묶어 붙잡는다. 지구의 아들은 유기물질을 구토하고, 유목민들은 이것을 축복으로 받아들인다. 마침내 유목민들은 그를 불속으로 끌고 가 불태운다. 어머니 지구는 부활한 아들을 발견하고 그를 도우려 한다. 그녀는 예의 탯줄 또는 밧줄과 유사한 줄로 그를 묶어 붙잡는다. 그때 유목민들이 다시 나타나 어머니 지구를 강간하고 죽인다. 지구의 아들은 죽어 널부러진 어머니 곁에 남겨져 울부짖는다. 여러 명의 사람들이 나타나 어머니 지구를 옮긴 뒤 시체를 훼손한다. 그 뒤 지구의 아들에게로 와서 그 역시 죽인 뒤 시체를 훼손한다. 사람들은 시체 토막들을 땅 여기 저기에 골고루 나눠 심는다. 그 묻힌 곳에 꽃이 우거지게 핀다.

## 출연진
- Brian Salzberg - 스스로를 죽이는 신[2]
- Donna Dempsey - 어머니 지구
- Stephen Charles Barry - 지구의 아들